# Dr. Valter & The Lawbreakers
A Dr. Valter & The Lawbreakers a kilencvenes évek emblematikus magyar akusztikus blueszenekara. A zenekar a tradicionális amerikai blues műfajának széles spektrumát ölelte fel a déli, vidéki bluestól a korai, még szintén akusztikus városi bluesig, különös hangsúlyt fektetve az autentikus hangzásra és hangszerelésre. 

## A zenekar története
A zenekar 1991 végén alakult Debrecenben. Az első évek legismertebb felállása: Csonka Valter (ének, kazoo), Vadon Péter (gitár), Oláh Andor (szájharmonika, doromb, ritmushangszerek). Oláh Andor ezt megelőzően az Ölveti Blues Bandben és a Takáts Tamás Dirty Blues Bandben játszott. Csonka Valtert egy amatőr színtársulat vezetőjeként ismerhették a Debreceniek. 
Első, 1993-as Baby Ride című kazettájukon Lelkes András nagybőgőzik.
1994-ben Gál Csaba "Boogie" (akusztikus gitár, hathúros bendzsó, rezonátoros gitár, ének) és Bényei Tibor (tuba, jug) csatlakozott a zenekarhoz a távozó Vadon Péter helyére. Ezzel a felállással váltak a '90-es évek második felének egyik legjelentősebb hazai, immár budapesti bluescsapatává.
A zenekar törzshelyévé az Eötvös utca 46. alatt működő Gyökér Klub vált. Nevükhöz fűződik a kilencvenes évek végén a Fonóban és más helyszíneken több alkalmat megért Blues Patika, mely az autentikus bluest játszó hazai és külföldi zenekarok színvonalas seregszemléje volt. Emellett a három nyáron is megszervezett Full of Mojo Fesztivál és Tábor is a zenekarhoz, Oláh Andorhoz köthető.
Több évig az együttes tagja volt Orosz Andrea (ének), Bényeit pedig az utolsó évekre Mazura János (tuba) váltotta.
2002-es feloszlásukig további három hanghordozójuk jelent meg: Dirty Dozen (1995), Sitting On The Top Of The World (1996), Skin Game Blues (1998).

## Zenei stílus és hatások
Hangszerelésük egyedi volt, a bőgő helyett tuba adta a basszus szólamot. Emellett a fekete amerikai zenébe egy-egy szám erejéig (részben más műfajokból érkező művészek révén) az erdélyi magyar és a cigány népzenében megszokott hangszerek (kanna, doromb, kanál, ütőgardon, furulya, hegedű) és dallamok is felbukkantak.

## Öröksége
A zenekar 2002-ben feloszlott, de hatása a magyar bluesszíntéren jelentős maradt. 
Csonka Valter megalapította az elektromos bluest játszó Dr. Valter Blues Társasága nevű formációt. Gál Csaba ’Boogie’ a Megasztár második szériájának nagy kedvence lett, de számos felállásban (Someday Baby zenekar, különböző duók) folytatta a blueszenélést is. Oláh Andor 2007-ben az Észak-karolinai születésű Big Daddy Wilsonnal, a német Wolfgang Feld gitárossal és magyar zenészekkel létrehozta a Big Daddy Wilson & the Mississippi Grave Diggers zenekart, amely egy albumot is kiadott. 2013-ban stílusteremtő szándékkal elektronikával kevert blueszenét játszott a Mississippi Big Beat nevű zenekarral. 
Oláh Andor 2013-ban, Csonka Valter pedig 2024-ben hunyt el.

## Diszkográfia
- Baby Ride (CrossRoads Records, 1993. MK)
- Dirty Dozen (Mimikri, 1995. MK)
- Sitting On The Top Of The World (CrossRoads Records, 1996. CD)
- Skin Game Blues (CrossRoads Records, Fonó Records, 1998. CD)